# Хонорије
Флавије Хонорије (9. септембар 384 — 15. август 423) је био римски цар од 393. до 395. године, а затим цар Западног римског царства све до своје смрти. Био је млађи син Теодосија Великог и његове прве жене Елије Флације, рођен у Константинопољу и брат Аркадија, цара на Истоку. Током Хоноријеве владавине, Западно римско царство је осетно слабило, а у часу његове смрти било је на ивици пропасти.

## Биографија
Хонорије је постао конзул када је имао само две године. За цара и савладара свог оца је проглашен 23. јануара 393. године. Када је Теодосије умро, јануара 395, Хонорије и Аркадије су поделили Царство: Хонорије је постао цар Западног римског царства са само десет година. У првим годинама своје владе, Хонорије је зависио у многочему од свог главног војсковође Вандала Стилихона. Да би нагласио своје везе са младим царем, Стилихон га је убедио да се ожени његовом ћерком. У почетку Хонорије је живео у Милану, али када су Визиготи упали у Италију 402. године, Хонорије је своје престоницу пренео у Равену, која је била боље заштићена.
Хонорије се сусретао са многим опасностима: варварским упадима, као и са устанцима разних узурпатора. Устанак којег је предводио Гилдон букнуо је у провинцији Африци и трајао је од 397. до 398. године. Варвари су први пут напали Италију 401, а други пут 405. године, али је Стилихон успео да их порази 406. године. У Британији је ситуација била још тежа: узурпатор Марко и његови наследници нападали су Галију из Британије. Свеви, Алани и Вандали су из Галије последњих дана 406. године кренули за Шпанију. Тамо су се и учврстили. Римску одбрану је ослабило то што је Хонорије убио Стилихона 408. године. Вероватно је у питању била дворска интрига против овог варварског заповедника, који је иначе био Аријанац. 
Године 409. дошло је до покушаја узурпације Приска Атала, сенатора кога је подржавао визиготски краљ Аларик I. Исте године су се побунили и војсковође из Хиспаније, Геронтије и Максим. Хонорије је покушао опет преговоре са Алариком, али су се завршили безуспешно. Аларик I је свргнуо Атала и упао у Италију 410. и опљачкао Рим. Геронтије је затим прогласио Максима за цара у Хиспанији, али је Хонорије на крају успео да угуши ове устанке 411. године.
У Галији је устанак подигао Јовин, који је задобио подршку Алана, Бургунда и Гала. Јовин је покушао да преговара са Готима који су 412. напали, али безуспешно, тако да је готски краљ Атаулф прешао на Хоноријеву страну. Тиме је Хонорије успео да се избори са Јовином 413. године. Идуће, 414. Атаулф је прогласио за цара Приска Атала, али је затим морао да побегне у Хиспанију. То је био и крај устанка Приска Атала, који без помоћи Визигота, није ништа сам могао да уради. У североисточном делу Галије, Франци су успоставили свој утицај, док су се у Визиготи утврдили у северозападном делу. 
У периоду између 420. и 422. године неки Максим (можда онај исти који је још 409. подигао устанак) је задобио и изгубио власт у Хиспанији. Хонорије је био принуђен да прихвати да његов савладар буде Констанције, 421. године. Он се иначе оженио Хоноријевом сестром Галом Плацидијом. После Хоноријеве смрти, Констанције III је остао једини цар (422. године).
Хонорије није иза себе оставио наследника. Тада је цар Истока Теодосије II помогао долазак на престо Хоноријевог сестрића Валентинијана III, сина Гале Плацидије и Констанција III.